# Trilla (album)
Trilla – drugi album amerykańskiego rapera Ricka Rossa. Na płycie ponadto można usłyszeć takich wykonawców jak T-Pain, Nelly, Avery Strom, R. Kelly, Mannie Fresh, EbonyLove, DJ Khaled, Trey Songz, Jay-Z, Lil Wayne, Trick Daddy, Young Jeezy, Triple C’s, Brisco, Rodney & J Rock. Album osiągnął status złotej płyty ze sprzedanymi ponad 700 000 kopiami w Stanach Zjednoczonych.

## Lista utworów
Opracowano na podstawie źródła
| #  | Tytuł                                         | Producent(ci)               | Gościnnie                            | Czas |
| -- | --------------------------------------------- | --------------------------- | ------------------------------------ | ---- |
| 1  | "Trilla Intro"                                | J.U.S.T.I.C.E. League       |                                      | 2:54 |
| 2  | "All I Have in This World"                    | Mannie Fresh                | Mannie Fresh                         | 4:02 |
| 3  | "The Boss"                                    | J.R. Rotem                  | T-Pain                               | 3:45 |
| 4  | "Speedin'"                                    | The Runners                 | R. Kelly                             | 3:24 |
| 5  | "We Shinin'"                                  | Bink                        |                                      | 3:56 |
| 6  | "Money Make Me Come"                          | Drumma Boy                  | Ebonylove                            | 3:31 |
| 7  | "DJ Khaled Interlude"                         | DJ Khaled                   | DJ Khaled                            | 1:28 |
| 8  | "This Is the Life"                            | Elvis "Blac Elvis" Williams | Trey Songz                           | 4:25 |
| 9  | "This Me"                                     | DJ Toomp                    |                                      | 3:47 |
| 10 | "Here I Am"                                   | Drumma Boy                  | Nelly & Avery Storm                  | 3:29 |
| 11 | "Maybach Music"                               | J.U.S.T.I.C.E. League       | Jay-Z                                | 4:08 |
| 12 | "Billionaire"                                 | J.U.S.T.I.C.E. League       |                                      | 4:12 |
| 13 | "Luxury Tax"                                  | J.U.S.T.I.C.E. League       | Lil Wayne, Trick Daddy & Young Jeezy | 4:43 |
| 14 | "Reppin My City"                              | Jean "J Rock" Borges        | Triple C’s & Brisco                  | 4:17 |
| 15 | "I'm Only Human"                              | DJ Nasty & LVM              | Rodney                               | 3:37 |
| 16 | "Ridin' Thru the Ghetto" (iTunes bonus track) | Los Vegaz                   | Triple C’s & J Rock                  | 5:03 |